# Tropojë (huyện)
Tropojë là một quận thuộc hạt Kukës, Albania. Quận này có diện tích 1043 km² và dân số năm 2002 là 28154 người, mật độ 27 người/km².